# Gorzynek oliwkowy
Gorzynek oliwkowy (Xenopipo uniformis) – gatunek małego ptaka z rodziny gorzykowatych (Pipridae). Występuje w północnej części Ameryki Południowej. Niezagrożony wyginięciem. Wyróżniono dwa podgatunki.

## Taksonomia
Gatunek opisali po raz pierwszy Osbert Salvin i Frederick DuCane Godman pod nazwą Chloropipo uniformis. Holotyp pochodził z góry Roraima. Choć na rok 2020 przez IOC gorzynek oliwkowy umieszczany jest w rodzaju Xenopipo, autorzy Cotingas and Manakins (2011) zastosowali jeszcze klasyfikację włączającą go do rodzaju Chloropipo, podobnie jak i autorzy Handbook of the Birds of the World (tom 9, 2004). Wedle American Ornithologists’ Union (1983) X. uniformis tworzy nadgatunek wraz z gorzynkiem zielonawym (X. holochlora), jednak Mayr i Phelps (1967) sugerują, że nie są oczywiste pokrewieństwa omawianego gatunku z innymi gorzykami. Wyróżnia się dwa podgatunki.

## Podgatunki i zasięg występowania
IOC wyróżnia następujące podgatunki:
- X. u. duidae (Chapman, 1929) – południowa Wenezuela w centralnej i północnej części stanu Amazonas, na obszarze tepui Cerro Duida i Cerro Sipapo[4]
- X. u. uniformis (Salvin & Godman, 1884) – od zachodniej części stanu Bolívar w Wenezueli (Cerro Jaua, górny bieg rzeki Caura) po zachodnią Gujanę i skrajnie północną Brazylię[4]

Gorzynek oliwkowy zasiedla wilgotne, skarłowaciałe górskie lasy wtórne, zdominowane przez zaczerniowate, a także mszyste lasy porastające zbocza tepui. Spotyka się go na wysokości 800–2100 m n.p.m., jednokrotnie odnotowany na zakrzewionej sawannie na południu Wenezueli.

## Morfologia
Rozpoznawanie
Długość ciała wynosi 13,5–14 cm. W porównaniu do innych przedstawicieli rodzaju, gorzynek oliwkowy ma długi ogon i ze względu na ograniczony zasięg występowania jest łatwo rozpoznawalny. Jasna obrączka oczna odróżnia ten gatunek od samicy gorzynka czarnego (X. atronitens). Także podobną w upierzeniu samicę gorzyka rogatego (Ceratopipra cornuta) wyróżniają mniejsze rozmiary, krótsze skrzydła, żółte nogawice i brązowe do różowopomarańczowych nogi oraz nieco wydłużone pióra na karku.
Morfologia
Nie występuje wyraźny dymorfizm płciowy. Nie wyróżniając się na tle rodzaju Xenopipo, gorzynek oliwkowy jest ptakiem przysadzistym, o grubej szyi, z szerokim u nasady dziobem i stosunkowo długimi skrzydłami i ogonem. U dorosłego wierzch ciała jasnooliwkowy, lotki ciemnobrązowe. Sterówki szarobrązowe z oliwkowymi obrzeżeniami. Pierś oliwkowa, jaśniejsza od wierzchu ciała. Gardło żółtooliwkowe. Brzuch w środku żółty, z dużą ilością wplecionych zielonych piór. Pokrywy podskrzydłowe i lotki III rzędu białożółte, jednak ta cecha rzadko widoczna jest w terenie. Niewyraźna obrączka oczna przybiera barwę białawą do żółtawej. Osobniki młodociane przypominają dorosłą samicę. Jedyną informacją o pierzeniu u dorosłych ptaków jest odnotowanie faktu, że 8 spośród 23 ptaków zebranych w lutym w południowej Wenezueli (dane z 1998) przechodziło pierzenie piór okrywowych. Jedna samica, trzymana w Muzeum Historii Naturalnej w Chicago i odłowiona w środku listopada, przechodziła pierzenie lotek I rzędu. Mało informacji o nieopierzonych częściach ciała, wszystkie pochodzą z MHN w Chicago. Tęczówka opisywana jako „ciemna” lub brązowa. Nogi i stopy oraz dziób szare do ciemnoszarych lub szarobrązowych.
Wymiary (długości) podane w mm przedstawia poniższa tabela.
| Podgatunek        | Skrzydło | Ogon  | Dziób       | Skok        |
| ----------------- | -------- | ----- | ----------- | ----------- |
| X. u. uniformis ♂ | 75–83    | 51–54 | 15          | 15–18       |
| X. u. uniformis ♀ | 75–77    | 50–51 | 13,96–15,01 | 14,02–17,09 |
| X. u. duidae ♂    | 76–81    | 52–53 | —           | —           |
| X. u. duidae ♀    | 75–77    | 49–51 | —           | —           |

## Zachowanie
Bardzo słabo poznany gatunek, podobnie jak i cały rodzaj Xenopipo. Zwykle X. uniformis przesiaduje samotnie i w ciszy, nie zwracając na siebie uwagi, w środkowej lub niższej cienistej warstwie lasu. Regularnie odwiedza skraje lasu z owocującymi przedstawicielami zaczerniowatych, gdzie przyłącza się do innych gorzyków, tanagr z rodzaju Tanagra oraz drozdów. Steven L. Hilty zasugerował, że gorzynek oliwkowy może bronić terytorium skupionego wokół zasobów pożywienia.

### Głos
Jeden z lepiej opisanych aspektów zachowania. Samiec odzywa się (celem zwabienia samicy – advertising call) przenikliwym, ale nie głośnym priiiiiiiII, wyraźnie wzrastającym na końcu, zwykle wydawanym w długich odstępach czasu; niekiedy poprzedzony serią głośnych, gwałtownych stu-tu-tu-tu-tu, lub krótkich chip!. Doniesiono także o częstym odzywaniu się zurrt!. Gorzynek oliwkowy wyraźnie reaguje na odtwarzany dźwięk jego gatunku.

### Lęgi
Autorzy HBW wspominają, że lęgi tego gatunku są całkowicie nieopisane. Z roku 1982 pochodzi informacja o osobniku młodocianym, zebranym późnym marcem i przechodzącym właśnie pierzenie z szaty młodocianej na dorosłą, natomiast z roku 1988 notatka o osobnikach obu płci, które w południowej Wenezueli w listopadzie i późnym lutym były w kondycji rozrodczej.

## Status
Przez IUCN gatunek klasyfikowany jest jako najmniejszej troski (LC, Least Concern) nieprzerwanie od 1988 roku. Na rok 2003 uznawany był za dość pospolity w Wenezueli. Rzadki w Gujanie i prawdopodobnie bardzo rzadki w północnej Brazylii. Jest brany pod uwagę jako trigger species przy wyznaczaniu ostoi ptaków IBA przez BirdLife International. Z obszarów chronionych występuje w trzech parkach narodowych Wenezueli: Canaima, Duida-Marahuaca i Jaua-Sarisariñama. Spotykany także na obszarze pięciu gór lub tepui uznanych za pomnik przyrody.